# Саар, Лийви Альфредовна
Лийви Альфредовна Саар — советский хозяйственный, государственный и политический деятель, Герой Социалистического Труда.

## Биография
Родилась в 1937 году. Член КПСС с 1974 года.
С 1954 года — на хозяйственной, общественной и политической работе. В 1954—1992 гг. — доярка в колхозе «Уус теэ» Раплаского района, ученица Тюриской школы животноводства, свинарка колхоза «Кеваде» Раплаского района, мастер машинного доения Вяндраской опытной станции Пярнуского района, оператор машинного доения, бригадир фермы опытного совхоза "Вяндра".
Указом Президиума Верховного Совета СССР от 16 марта 1981 года присвоено звание Героя Социалистического Труда с вручением ордена Ленина и золотой медали «Серп и Молот».
Избиралась депутатом Верховного Совета Эстонской ССР 9-го и 10-го созывов. Делегат XXV съезда КПСС.
Жила в Эстонии.